# Renzo Revoredo
Renzo Revoredo (Lima, 11 de maig de 1986) és un futbolista internacional peruà. Guanyà el Torneig Clausura 2007 amb el Coronel Bolognesi i la Lliga peruana de futbol del 2009 amb l'Universitario de Deportes.